# Ковшик (село)
Ковшик (укр. Ківшик) — село, Терновский поселковый совет, Недригайловский район, Сумская область, Украина.
Код КОАТУУ — 5923555605. Население по переписи 2001 года составляло 94 человека .

## Географическое положение
Село Ковшик находится на левом берегу реки Терн, выше по течению на расстоянии в 1,5 км расположено село Череповка (Бурынский район),
ниже по течению примыкает пгт Терны, на противоположном берегу — село Острый Шпиль. По селу протекает пересыхающий ручей с запрудой. Рядом проходят автомобильная дорога Т-1917 и узкоколейная железнодорожная ветка Терны-Белополье.